# Evangelios judeocristianos

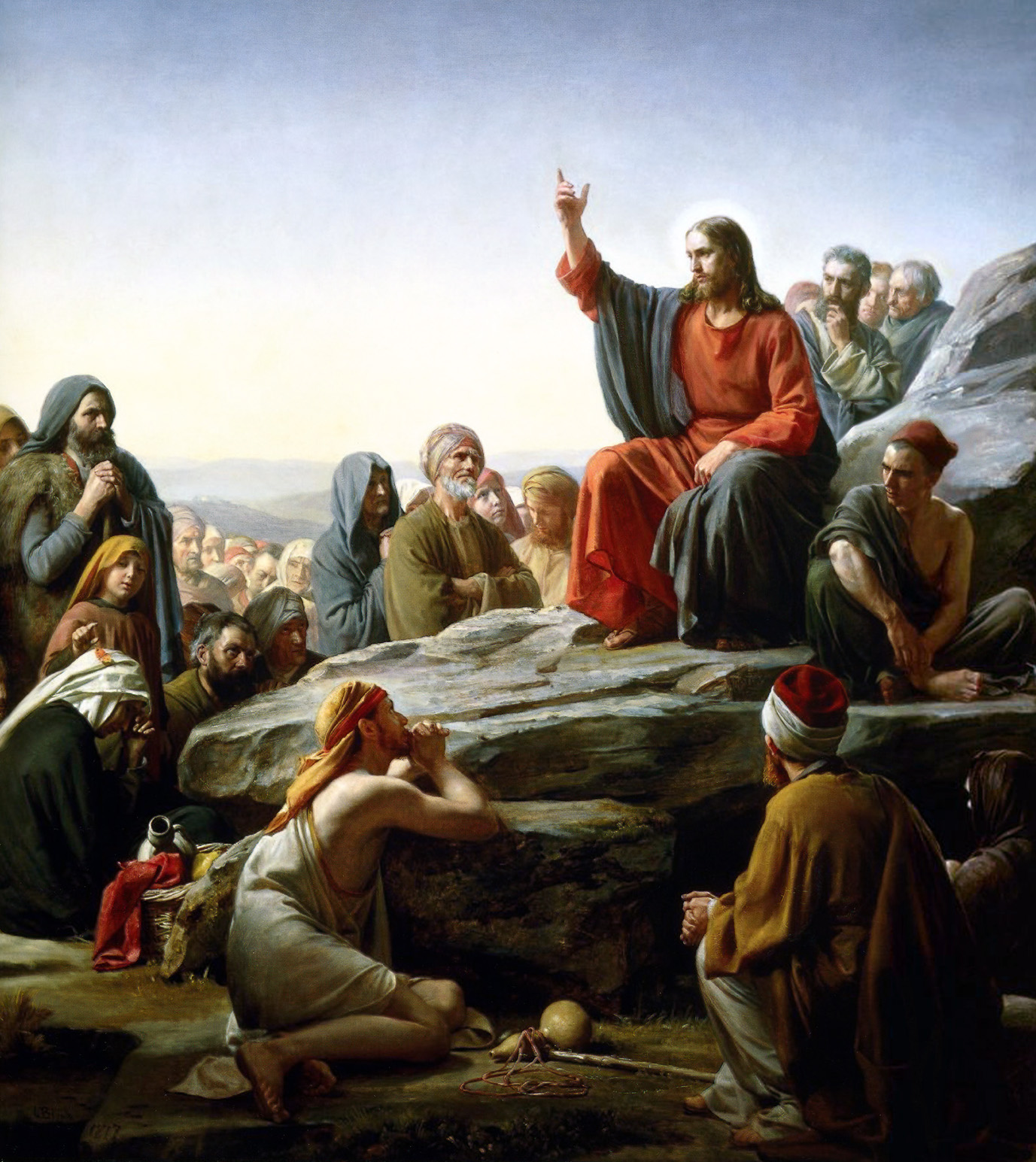
El sermón de la montaña de Carl Heinrich Bloch, 1890.

Los Evangelios judeocristianos eran evangelios de un carácter cristiano judío citados por Clemente de Alejandría, Orígenes, Eusebio, Epifanio, Jerónimo y probablemente Dídimo el Ciego. La mayoría de los estudiosos modernos han llegado a la conclusión de que había un solo Evangelio en arameo/hebreo y al menos dos en griego, aunque una minoría argumenta que sólo había dos, uno arameo/hebreo y otro griego.
Ninguno de estos evangelios sobrevive hoy en día, pero se han hecho intentos para reconstruirlos desde referencias en los Padres de la Iglesia. Los textos reconstruidos de los evangelios son generalmente clasificados entre los evangelios apócrifos. La edición estándar de Schneemelcher describe los textos de los tres evangelios judeocristianos de la siguiente manera:
1. El Evangelio de los ebionitas (GE) – 7 citas de Epifanio.
2. El Evangelio de los hebreos (GH) – 1 cita atribuida a Cirilo de Jerusalén, además de GN 2-7 son citas de Clemente, Orígenes y Jerónimo.
3. El Evangelio de los nazarenos (GN) - GN 1 a 23 GN son principalmente de Jerónimo; GN 24 a GN 36 son de fuentes medievales.

## Generalidades
Los evangelios judeocristianos se conocen a través de citas de las obras de los Padres de la Iglesia Clemente de Alejandría, Orígenes, Eusebio, Epifanio, Jerónimo y probablemente Dídimo el Ciego. Todo esto supone que existía un solo evangelio judío cristiano, aunque en diferentes versiones e idiomas, que se atribuyó a las sectas conocidas como los ebionitas y nazarenos. La mayoría de los eruditos críticos han rechazado este punto de vista e identifican por lo menos dos y posiblemente tres evangelios judeocristianos separados. La colección estándar de los evangelios judeocristianos se encuentra en New Testament Apocrypha de Schneemelcher; quien, siguiendo a Johannes Waitz, agrupa las citas existentes en tres evangelios perdidos:
- Evangelio de los ebionitas, que consta de siete citas por Epifanio, GE-1 a GE-7.[5]
- Evangelio de los hebreos, que consta de siete versos numerados de GH-1 a GH-7.[6]
- Evangelio de los nazarenos, que consta de citas y notas al margen de Jerónimo y otros, numerados de GN-1 a GN-36.[7]

### El Evangelio de los ebionitas
El evangelio de los ebionitas es el nombre dado por los estudiosos modernos a un evangelio perdido, que se piensa, podría estar detrás de los fragmentos citados por Epifanio en su Panarion. Epifanio cita un fragmento que afirma es del evangelio narrado por los doce apóstoles. Comenzaba con el bautismo de Jesús (presumiblemente porque los ebionitas negaban el nacimiento virginal) e incluía un relato de la Última Cena. Se cree que fue una armonía del evangelio, basado en los Evangelios Sinópticos, compuesto en griego en la primera mitad del siglo II, y posiblemente se originó en la región de Transjordania (el hogar de los ebionitas). Probablemente es el mismo que el perdido Evangelio de los Doce, o Evangelio de los Apóstoles, referidos por Orígenes y Jerónimo, respectivamente.

### El Evangelio de los hebreos
El Evangelio de los hebreos presenta tradiciones de la preexistencia de Cristo, al venir al mundo, el bautismo y la tentación, con algunos de sus dichos. Probablemente fue compuesto en griego en la primera mitad del siglo II y utilizado entre los cristianos judíos de habla griega en Egipto. Se conoce a partir de fragmentos conservados principalmente por Clemente, Orígenes y Jerónimo, y muestra un gran respeto por Santiago, el hermano de Jesús y la cabeza de la iglesia cristiana judía en Jerusalén.

### El Evangelio de los nazarenos
El Evangelio de los nazarenos (un nombre académico moderno) se ha deducido a partir de referencias de Jerónimo y Orígenes. Parece que tiene mucho en común con el Evangelio canónico de Mateo, y habría sido escrito en arameo palestino en la primera mitad del siglo II para su uso por los nazarenos en los alrededores de Berea, cerca de Alepo, en Siria.

## Historia del estudio académico del problema de los Evangelios judeocristianos
Nuestras fuentes de los evangelios judeocristianos son los padres de la iglesia de finales del siglo II y principios del V: Clemente de Alejandría, Orígenes, Eusebio, Dídimo el Ciego, Epifanio y Jerónimo. No todos ellos eran conscientes de que había diferentes comunidades cristianas judías con diferentes teologías, o que algunas de ellas (o al menos una) era de habla aramea, mientras que otras sólo conocían el griego; como resultado, con frecuencia confunden un evangelio con otros, y todo ello con una supuesta versión hebrea del Evangelio de Mateo.
Esta confusión ha creado incertidumbre entre los estudiosos modernos. Hay acuerdo en que los fragmentos no pueden remontarse a una versión en hebreo/arameo o la revisión del evangelio de Mateo, ya que la mayoría de ellos no tienen paralelo en los evangelios canónicos. Hay buenas razones para pensar que deben haber habido al menos dos evangelios judeocristianos, ya que hay dos diferentes relatos del bautismo y buena evidencia de que algunos fragmentos estaban originalmente en arameo y otros en griego. La mayoría de los estudiosos modernos han llegado a la conclusión de que había un evangelio judeocristiano en arameo/hebreo y al menos dos en griego. Algunos han argumentado que el número total fue de tres (Bauer, Vielhauer y Strecker, Klijn), otros que sólo había dos (Schlarb y Lührmann).

## Lectura adicional
- Bauer, Walter (1971) [1934].  Kraft, Robert A.; Krodel, Gerhard, eds. Orthodoxy and Heresy in Earliest Christianity. SCM Press. ISBN 978-0-8006-0055-6. (2ª edición alemán)
- Broadhead, Edwin K. (2010). Jewish Ways of Following Jesus: Redrawing the Religious Map of Antiquity. Mohr Siebeck. ISBN 978-3-16-150304-7.
- Duling, Dennis C (2010). «The Gospel of Matthew».  En Aune, David E, ed. Blackwell companion to the New Testament. Wiley–Blackwell. ISBN 978-1-4051-0825-6.
- Ehrman, Bart D. (2003). Lost Scriptures. Oxford University Press. ISBN 978-0-19-518250-7. (enlace roto disponible en Internet Archive; véase el historial, la primera versión y la última).
- Evans, Craig A. (2007).  Skarsaune, Oskar; Hvalvik, Reidar, eds. Jewish Believers in Jesus. Hendrickson Publishers. ISBN 978-1-56563-763-4. Archivado desde el original el 17 de marzo de 2013. Consultado el 18 de julio de 2015.
- Evans, Craig A. (2012) [2005]. Ancient Texts For New Testament Studies: A Guide To The Background Literature. Baker Academic. ISBN 978-0-8010-4842-5.
- Frey, Jörg (2012). «Die Fragmente judenchristlicher Evangelien».  En Markschies, Christoph; Schröter, Jens, eds. Antike christliche Apokryphen in deutscher Übersetzung: I. Band – Evangelien und Verwandtes (en alemán) (7 edición). Mohr Siebeck. pp. 560-592. ISBN 978-3-16-149951-7.
- Gregory, Andrew (2008).  Foster, Paul, ed. The Non-Canonical Gospels. T&T Clark. ISBN 978-0-567-03302-4.
- Howard, George (2000). «Hebrews, Gospel According to the».  En Freedman, David Noel; Myers, Allen C, eds. Eerdmans Dictionary of the Bible. Eerdmans. ISBN 978-0-8028-2400-4.
- Jones, F. Stanley (2000). «Jewish Christians».  En Freedman, David Noel; Myers, Allen C, eds. Eerdmans Dictionary of the Bible. Eerdmans. ISBN 978-0-8028-2400-4.
- Klauck, Hans-Josef (2003). The Apocryphal Gospels: An Introduction. Continuum International Publishing Group. ISBN 978-0-567-08390-6.
- Klijn, Albertus F.J. (1992). Jewish–Christian Gospel Tradition. Brill. ISBN 90-04-09453-9.
- Kloppenborg, John S. (1994) [1992]. «Jewish-Christian Gospels».  En Miller, Robert J., ed. The Complete Gospels. Polebridge Press. pp. 425–46. ISBN 0-06-065587-9.
- Lapham, Fred (2003). An Introduction to the New Testament Apocrypha. Continuum International Publishing Group. ISBN 978-0-8264-6979-3.
- Lührmann, Dieter (2000). Fragmente apokryph gewordener Evangelien: in griechischer und lateinischer Sprache (en alemán). Elwert. ISBN 978-3-374-02535-0.
- Lührmann, Dieter (2004). Die Apokryph Gewordenen Evangelien: Studien Zu Neuen Texten Und Zu Neuen Fragen (en alemán). Brill. ISBN 978-90-04-12867-5.
- Luomanen, Petri (2012). «Jewish Christian Gospels Recovered». Recovering Jewish Christian Sects and Gospels. Brill. ISBN 978-90-04-20971-8.
- MacDonald, Dennis R. (2012). Two Shipwrecked Gospels: The Logoi of Jesus and Papias's Exposition of Logia about the Lord. Society of Biblical Lit. ISBN 978-1-58983-691-4.
- Menzies, Allan (2004) [1898]. «Hebrews, Gospel according to the».  En Hastings, James, ed. A Dictionary Of The Bible: Volume V: Supplement – Articles. Minerva Group. pp. 338-43. ISBN 978-1-4102-1730-1.
- Mimouni, Simon Claude (1998). Le Judéo-christianisme ancien: Essais historiques (en francés). Les Éditions du Cerf. ISBN 978-2-204-05937-4.
- Nicholson, Edward W.B. (1879). The Gospel according to the Hebrews : its fragments translated and annotated with a critical analysis of the external and internal evidence relating to it. C.K. Paul & Co. OCLC 603790634.
- Paget, James Carleton (2010). Jews, Christians, and Jewish-Christians in Antiquity. Mohr Siebeck. ISBN 978-3-16-150312-2.
- Pick, Bernhard (1908). Paralipomena: Remains of Gospels and Sayings of Christ. Open court Publishing. pp. 1-18. OCLC 4428187.
- Schmidtke, Alfred (1911). Neue Fragmente und Untersuchungen zu den judenchristlichen Evangelien (en alemán). J.C. Hinrichs. OCLC 30304268.
- Waitz, Hans (1924). «Judenchristliche Evangelien».  En Hennecke, Edgar, ed. Neutestamentliche Apokryphen (en alemán) (2 edición). J.C.B. Mohr. pp. 10-55. OCLC 4581923.

- Datos: Q6189715